# Metapenaeopsis spiridonovi
Metapenaeopsis spiridonovi är en kräftdjursart som beskrevs av Crosnier 1991. Metapenaeopsis spiridonovi ingår i släktet Metapenaeopsis och familjen Penaeidae. Inga underarter finns listade i Catalogue of Life.